# 熊乃あい
熊乃 あい（くまの あい、1988年12月13日 - ）は、日本の元グラビアアイドル、元レースクイーン。
熊本県出身。元Claudia所属。それ以前はbemousを経てイー・スマイルに所属していた。愛称は「くまたん」。

## 来歴
2009年に熊本から上京。歯科衛生士として就職するも、スカウトをきっかけに2011年からレースクイーンとしての活動を開始。アップガレージ「ドリフトエンジェルス」メンバーと、SUPER GT「ENEOS GIRLS」を兼任する。「GOLF TODAY」（三栄書房）のイメージガールに当たる「GTバーディーズ」としての活動もあった。
2012年、高橋としみ、長谷川真子と共にSUPER GT「MOLA S Road Girls sucre」を務めたが、その後はレースクイーンの仕事をせずモデル業に専念するようになり、2013年からは「Riddle-project」（リドルプロジェクト）というイベント企画・運営事業を立ち上げ撮影会を主催する。
2014年4月25日から4月30日にかけて、『24人の熊乃あい展』と題した写真展を東京都中野区のギャラリーO2で開催。同年11月には「週刊プレイボーイ」で袋とじグラビアを飾り、12月には「ZAK THE QUEEN 2014」の準グランプリに選ばれた。
2018年12月に奈良に移住したこと、2019年4月30日を以って芸能界を引退することを、自身のTwitterで報告した。

## 人物
- 「熊乃」という名字は芸名。野ではなく「乃」にしたのは、姓名判断で柔らかくて女性らしい雰囲気だからという理由で付いたという[6]。
- 姉が1人いる[7]。

## 作品

### DVD
1. 劇的妄想（竹書房、2015年6月19日発売／TSDS-42079）[8]

## 出演
- 東京オートサロン「avexキャンペーンガール」（2011年1月）
- 大阪オートメッセ「TWSプリンセス」（2012年2月）
- 東京ゲームショウ「gloopsブース」（2012年9月）
- CEATEC JAPAN「TEコネクティビティグループブース」（2012年10月）
- 東京オートサロン「TWSプリンセス」（2013年1月）
- 名古屋オートトレンド「トミーカイラブース」（2014年3月）
- 東京オートサロン「KENDAタイヤブース」（2017年1月） - 共演：立花かな、小越しほみ[9]